# Russischer Stör
Der Russische Stör (Huso gueldenstaedtii, Synonym: Acipenser gueldenstaedtii), Ossietra-Stör  oder Waxdick ist eine gefährdete Stör-Art. Er wurde nach dem deutsch-baltischen Naturforscher Johann Anton Güldenstädt benannt. Für die russische Fischereiindustrie stellt er einen wichtigen Kaviarlieferanten dar.

## Merkmale
Der russische Stör wird bis zu 2,35 Meter lang und mehr als hundert Kilogramm schwer. Subfossile Überreste vom Schwarzen Meer hatten eine Länge von drei Metern.

## Verbreitung
Dieser wird nochmals in drei Unterarten gegliedert, die sich nur wegen ihrer geographischen Lage unterscheiden. Im Schwarzen Meer und Asowschen Meer und den Zuflüssen der Donau bis Don kommt der Pontische Waxdick (H. g. colchicus) vor. Der Nordkaspische Waxdick (H. g. gueldenstaedti) lebt im nördlichen Teil des Kaspischen Meeres, der Südkaspische Waxdick (H. g. persicus) im südlichen Kaspischen Meer und dessen Einzugsbereich.

## Nachzucht
2025 gelang in Wien beim Projekt LIFE-Boat 4 Sturgeon die ersten Nachzuchten für die Auswilderung.

## Krankheiten
Der Russische Stör wird wie der Weiße Stör (A. transmontanus) vom White sturgeon epivirus (veraltet: White Sturgeon Iridovirus, WSIV) parasitiert.

## Hybride
2019 schufen ungarische Wissenschaftler aus Russischem Stör und dem Löffelstör versehentlich den „Sturddlefish“.